# Eusyllis blomstrandi
Eusyllis blomstrandi ist ein mariner Ringelwurm aus der Gattung Eusyllis innerhalb der Vielborster-Familie der Syllidae, der sich von Hydroidpolypen ernährt.

## Merkmale
Eusyllis blomstrandi hat einen dicken, zerbrechlichen Körper, der bei ausgewachsenen Tieren bis zu 3,2 cm lang wird und bis zu 124 Segmente zählt. Das abgerundet rechteckige bis halbkreisförmige Prostomium hat vier in Form eines Trapezoids angeordnete Augen und zwei Ocellen. Die breiten, lappenartigen Palpen sind oft länger als das Prostomium, die Mittelantenne mindestens zweimal so lang wie die beiden ungeringelten Seitenantennen, die wiederum länger als die Palpen sind. Ohne Ringelung sind auch die Tentakel-Cirren und Rückencirren. Bauchcirren sind ebenso vorhanden wie 1 bis 3 Aciculae.
Die Spreiten der zusammengesetzten Borsten sind sehr kurz und tragen zwei Zähnchen. Die Parapodien an den hinteren Segmenten weisen zusätzliche obere kapillarförmige Borsten und untere einfache Borsten mit zwei Zähnchen auf. Der Pharynx trägt vorn zwei Reihen weicher Papillen und eine Krone dunkler, fein gezähnter Chitinringe sowie einen einzelnen großen, kegelförmigen Zahn. Der längliche Proventriculus ist mit 50 bis 55 Reihen von Flecken überzogen.
Das Tier ist gelb bis orange, wobei die Kiemen und Cirren braune Spitzen aufweisen. Oft leuchten die Tiere in grüner Biolumineszenz auf. In Alkohol konservierte Exemplare werden durchsichtig, der Vorderkörper bräunlich bis hellgrün.

## Verbreitung und Lebensraum
Eusyllis blomstrandi ist in der Arktis und im nördlichen Atlantischen Ozean einschließlich der Nordsee weit verbreitet, wo sie zwischen großen Algen, Moostierchen und koloniebildenden Hydrozoen unterhalb der Gezeitenzone bis in etwa 1700 m Meerestiefe lebt und oft Röhren aus Schleim baut.

## Ernährung
Als Fleischfresser ernährt sich Eusyllis blomstrandi von den Polypen sessiler Hydrozoen.

## Lebenszyklus
Eusyllis blomstrandi ist getrenntgeschlechtlich mit etwa gleich großen Weibchen und Männchen, die sich an der Ostküste Englands im Frühling und Sommer paaren. Hierzu kommen sie als geschlechtsreifes frei schwimmendes Epitoken-Stadium in großer Zahl zusammen und entlassen ihre Gameten, bevor sie sterben. Die Befruchtung findet im freien Meerwasser statt, und es entwickeln sich frei schwimmende Larven, die später absinken und zu kriechenden Würmern metamorphosieren.